# Lake George (New York)
Lake George ist ein langer, schmaler See am Fuß der Adirondack Mountains im Norden des US-Bundesstaats New York. Er wurde zu Ehren des britischen Königs George II. benannt.  

## Geographie
Lake George ist 52 km lang, seine Breite variiert zwischen 1,5 und 5 km. Er ist mit dem Lake Champlain durch einen kurzen Fluss, dem La Chute, mit zahlreichen Fällen und Stromschnellen verbunden, der auf 5 km Länge etwa 50 Höhenmeter verliert. Am Südende des Sees liegt die Ortschaft Lake George, am Nordende liegt Ticonderoga. 
Der Name des Sees in der Sprache der Irokesen soll Andiatarocte (der eingeschlossene See) gelautet haben.

## Geschichte
Als erster Europäer bereiste der französische Entdecker Samuel de Champlain das Gebiet. Er sah den See seinem Tagebuch zufolge am 3. Juli 1609, gab ihm aber keinen Namen. 1646 benannte ihn der französische Missionar Isaac Jogues als Lac du Saint-Sacrement („See des Heiligen Sakraments“). 
Während des Franzosen- und Indianerkriegs (Siebenjähriger Krieg) (1754–1763) besetzten am 28. August 1755 britische Truppen unter Sir William Johnson das Gebiet des Sees. Sie benannten ihn nach König Georg II. in Lake George um. Am südlichen Ende des Sees bauten die Briten Fort William Henry. In dessen Nähe kam es am 8. September 1755 zur Schlacht am Lake George, in der die Briten ein französisches Expeditionskorps unter Ludwig August von Dieskau besiegten. 
Die Franzosen beantworteten den Bau von Fort William Henry mit dem Bau von Fort Carillon (Fort Ticonderoga) an der Stelle, an der der La Chute in den Lake Champlain fließt. Diese Befestigungen kontrollierten den Wasserweg zwischen Kanada und New York und waren deshalb mehrfach umkämpft. 
Die Franzosen unter Louis-Joseph de Montcalm eroberten im August 1757 Fort William Henry, die Briten erlitten in der Schlacht um Fort Carillon am 8. Juli 1758 eine Niederlage, konnten das Fort aber am 25. Juni 1759 besetzen. Damit konnten die Briten den Besitz der Region endgültig behaupten.

## Invasive Arten
Vom Lake George sind sechs invasive Arten bekannt. Die erstmals 2016 gefundene Grobgerippte Körbchenmuschel gilt neben dem Ährigen Tausendblatt als die größte Gefahr. Andere invasive Arten sind die Sumpfdeckelschnecken-Art Cipangopaludina chinensis, Krauses Laichkraut, die zu den Onychopoda gehörende Art Bythotrephes longimanus und die Wandermuschel.